# Petites Filles de Saint-Joseph
Les Petites Filles de Saint Joseph (en latin : Parvarum Filiarum S. Joseph) sont une congrégation religieuse féminine hospitalière et enseignante de droit pontifical. 

## Historique
En 1888, le père Joseph Baldo ouvre à Ronco all'Adige, un foyer pour personnes âgées et un jardin d'enfants puis une cantine pour les enfants sous-alimentés. Pour gérer ces œuvres, il songe au départ à faire appel aux sœurs de la Miséricorde de Vérone mais décide de créer une nouvelle congrégation qu'il fonde le 21 novembre 1894, les dix postulantes reçoivent l'habit religieux le 24 juin 1896 du cardinal Luigi di Canossa, évêque de Vérone. La première supérieure est Clémentine Forante, en religion mère Hippolyte (1864 - 1928), considérée comme cofondatrice de l'institut.
L'institut est reconnu de droit diocésain le 3 mai 1895, il obtient du pape le décret de louange le 10 février 1913 et ses constitutions sont définitivement approuvées par le Saint-Siège le 3 avril 1940.

## Activités et diffusion
Les Petites Filles de Saint-Joseph œuvrent dans des écoles maternelles, des maisons de soins infirmiers et des foyers pour personnes âgées et handicapées.
Elles sont présentes en:
- Europe : Italie, Géorgie.
- Amérique : Brésil.
- Afrique : Guinée-Bissau, Kenya, Ouganda, Rwanda.

La maison-mère est à Vérone.
En 2017, la congrégation comptait 330 sœurs dans 48 maisons.